# Ted Gatsas

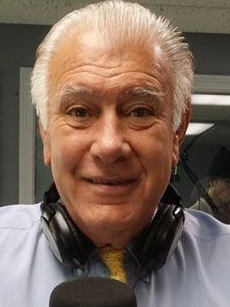
Ted Gatsas (2016)

Theodore Louis Gatsas (* 22. Mai 1950 in Manchester, New Hampshire) ist ein US-amerikanischer Politiker (Republikanische Partei). Er ist seit dem 1. Januar 2019 Mitglied des New Hampshire Executive Council. Zuvor war er vom 1. Januar 2010 bis zum 1. Januar 2018 der 55. Bürgermeister seiner Heimatstadt Manchester, New Hampshire, für die er bereits seit 2000 im Stadtrat saß. Des Weiteren hatte Ted Gatsas von Dezember 2000 bis Januar 2010 einen Sitz im Senat von New Hampshire inne.

## Leben
Ted Gatsas, der griechischer Abstammung ist, wuchs in Manchester auf. Er besuchte die Central High School und war während seiner Schulzeit als American-Football-Spieler aktiv. Nach seinem Schulabschluss studierte er an der University of New Hampshire. Nach dem Erlangen des Bachelorabschlusses gründete er zusammen mit seinem Bruder Michael Gatsas eine Professional Employer Organization. Im Jahr 1999 wurde Gatsas in den Stadtrat von Manchester gewählt, seine Amtszeit dort begann im Januar 2000. Später im gleichen Jahr zog er in den Senat von New Hampshire ein. Dort war er seit 2005 Senatspräsident und ab 2006, nachdem sich die Mehrheitsverhältnisse nach den Senatswahlen verschoben hatten, Oppositionsführer.
Im November 2009 setzte Gatsas sich bei der Bürgermeisterwahl in Manchester mit 56,76 Prozent der Stimmen gegen Mark Roy von der Demokratischen Partei durch. 2011 wurde Gatsas mit fast 70 Prozent der Stimmen wiedergewählt, auch 2013 setzte er sich durch, dieses Mal erhielt er jedoch nur knapp 1000 Stimmen mehr als der Gegenkandidat Patrick Arnold. 2015 wurde Ted Gatsas äußerst knapp auch für eine vierte Amtszeit in seinem Amt bestätigt, der Vorsprung auf die Demokratin Joyce Craig betrug nach Neuauszählung nur 67 Stimmen. 2016 bewarb Ted Gatsas sich für das Amt des Gouverneurs von New Hampshire. Aufgrund seiner bisherigen Wahlerfolge wurden ihm im Vorfeld der Wahl gute Chancen auf das Amt zugesprochen, in der Vorwahl der Republikanischen Partei erhielt er aber hinter Chris Sununu und Frank Edelblut nur die drittmeisten Stimmen.
Bei der Bürgermeisterwahl in Manchester im November 2017 trat Ted Gatsas wie bereits zwei Jahre zuvor gegen Joyce Craig an, diese Wahl konnte jedoch die Demokratin mit 53,21 Prozent der Stimmen für sich entscheiden. Im März 2018 gab Gatsas seine Bewerbung für einen Sitz im New Hampshire Executive Council bekannt. Im Oktober 2018 wurde er offiziell von der Republikanischen Partei nominiert, Gatsas gewann schließlich knapp gegen Gray Chynoweth.